# Michaił Żarow

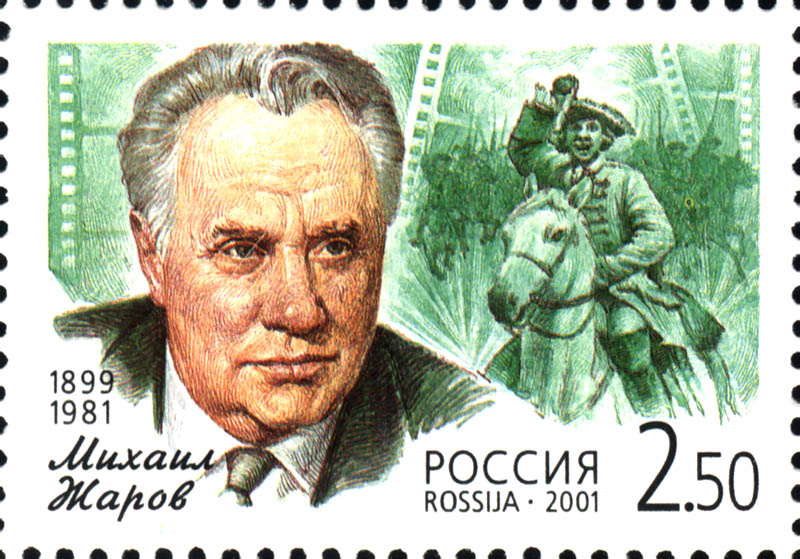
Radziecki znaczek pocztowy z 2001 roku z podobizną Michaiła Żarowa

Michaił Iwanowicz Żarow (ros. Михаи́л Ива́нович Жа́ров; ur. 15 października?/27 października 1899 w Moskwie, zm. 15 grudnia 1981 tamże) – radziecki aktor oraz reżyser filmowy i teatralny. Ludowy Artysta ZSRR (1949). Bohater Pracy Socjalistycznej (1974). Trzykrotny Laureat Nagrody Stalinowskiej.

## Życiorys
Jako aktor debiutował na ekranie w 1915 roku w niemym filmie Car Iwan Groźny. Należał do zespołu Teatru im. W.E. Meyerholda, a od 1938 roku w Moskiewskim Teatrze Małym. Był żonaty, m.in. z aktorką Ludmiłą Celikowską. W 1946 roku jako reżyser zrealizował swój pierwszy film pt. Zwariowane lotnisko.
Od 1950 członek WKP(b). Został pochowany na cmentarzu Nowodziewiczym w Moskwie.

## Filmografia

### Role filmowe
- 1915: Car Iwan Groźny jako żołnierz
- 1924: Aelita
- 1924: Sprzedawczyni papierosów
- 1925: Gorączka szachowa jako malarz
- 1926: Miss Mend
- 1929: Dwa-Buldi-dwa
- 1931: Bezdomni
- 1933: Na obrzeżach jako Krajewicz
- 1933: Marionetki
- 1934: Burza
- 1935: Trzej towarzysze jako Zajcew
- 1935: Miłość i nienawiść
- 1937: Powrót Maksyma jako Płaton Dymba
- 1937: Piotr I jako Aleksandr Mienszykow
- 1939: Maksym jako Płaton Dymba
- 1939: Człowiek w futerale jako Kowalenko
- 1941: Bohdan Chmielnicki jako diak Gawriłło
- 1942: Na odsiecz Carycynowi jako Pierczichin
- 1942: Sekretarz rajkomu jako Gawriła
- 1943: W imieniu ojczyzny
- 1943: Iwan Groźny jako Maluta Skuratow
- 1943: Aktorka jako artysta Żarow
- 1943: Skrzydlaty dorożkarz jako Baranow
- 1946: Zwariowane lotnisko
- 1958: Dziewczyna z gitarą jako Swiristinski
- 1958: Iwan Groźny: Spisek bojarów jako Maluta Skuratow
- 1958: Czerwone liście
- 1963: Kain XVIII jako minister wojny

### Role głosowe
- 1943: Bajka o carze Sałtanie jako car Sałtan

### Reżyseria
- 1946: Zwariowane lotnisko

## Nagrody i odznaczenia
- Ludowy Artysta ZSRR (1949)
- Nagroda Stalinowska (1941) – za rolę księcia Aleksandra Mienszykowa w filmie „Piotr I” (1937, 1938)
- Nagroda Stalinowska (1942) – za rolę Pierczichina w filmie „Na odsiecz Carycynowi”
- Nagroda Stalinowska (1947)
- Bohater Pracy Socjalistycznej (1974)
- Ordery Lenina (1970, 1974)
- Order Rewolucji Październikowej (1979)
- Dwa Ordery Czerwonego Sztandaru Pracy (1938, 1949)
- Order Czerwonej Gwiazdy (1944)

Źródło: